# Deus caritas est

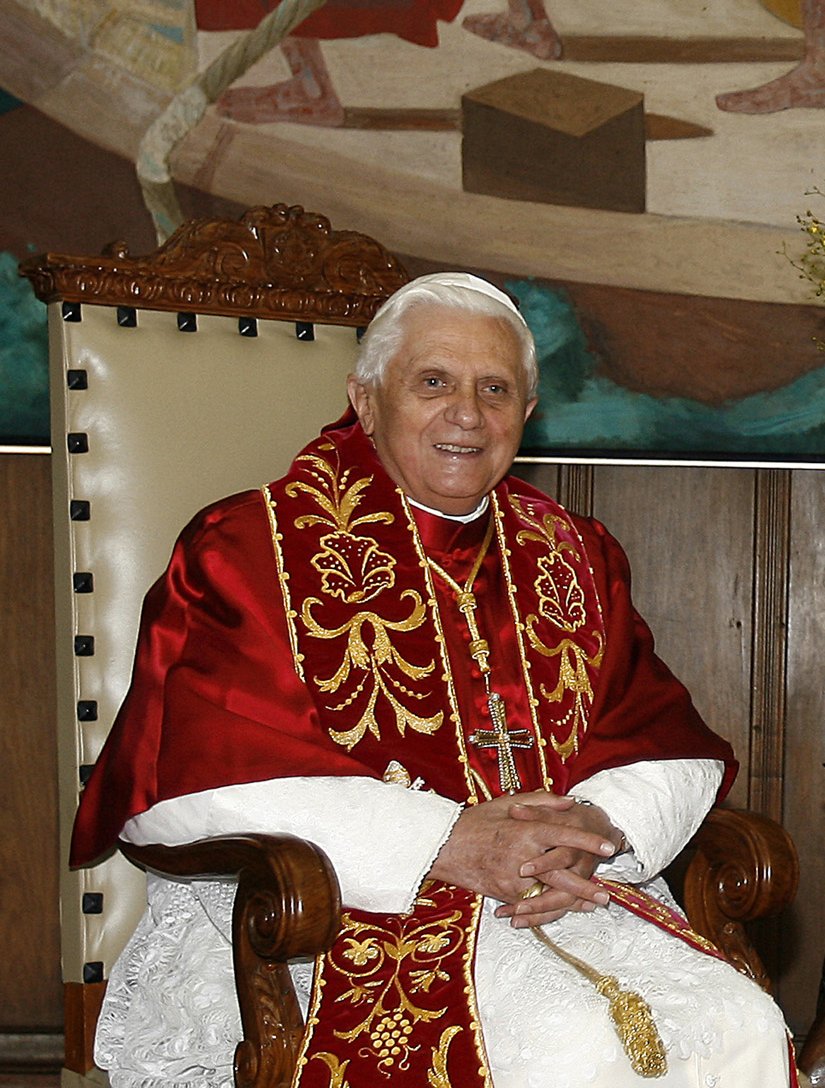
XVI. Benedek pápa

A Deus Caritas Est (lat. = „az Isten szeretet”) XVI. Benedek pápa első enciklikája (körlevele), amely egyfelől a szeretet keresztény fogalmáról, másrészt az egyházi szeretetszolgálat szerepéről elmélkedik. Teljes címe: XVI. Benedek Deus caritas est kezdetű enciklikája a püspököknek, a papoknak és diakónusoknak, az Istennek szentelt személyeknek és minden krisztushívőnek a keresztény szeretetről.
A pápák első enciklikája legtöbbször programadónak is tekinthető, amelyben egyházvezetésének tónusa, stílusa és céljai is kifejeződésre jutnak – miként II. János Pál pápa első enciklikája, a Redemptor Hominis esetében –, és emiatt hatalmas várakozás előzte meg az enciklika megjelenését, annak ellenére, hogy Benedek pápa korábban már kijelentette, hogy ő nem akar ilyen, valamiféle kormányzati programot tartalmazó írást közzétenni. Ahogy Benedek pápa a különféle megnyilatkozásai során kifejtette: a szeretet fogalma mára megkopott, szinte alig merjük használni a kifejezést is. Ezért az enciklikával annak eredeti jelentésére és szépségére kívánta ráirányítani a figyelmet.
A dokumentumot 2005. december 25-én, karácsonykor írta alá Benedek pápa, és 2006. január 25-én, Pál apostol megtérésének ünnepén hirdették ki latinul, és hét másik – hivatalosan lefordított – nyelven (angolul, franciául, németül, olaszul, lengyelül, portugálul és spanyolul). A körlevelet sajtótájékoztató keretében William Joseph Levada érsek, a Hittani Kongregáció elnöke, Renato Raffaele Martino bíboros, az Igazság és Béke Pápai Tanácsának elnöke, és Paul Josef Cordes, a Cor Unum Pápai Tanácsának elnöke mutatta be.
A magyar fordítást Diós István készítette el, és rekord gyorsasággal, 2006 februárjában jelent meg nyomtatásban az Apostoli Szentszék magyarországi kiadójánál, a Szent István Társulatnál. Március végére már az interneten is elérhető volt.
Az enciklikát hatalmas érdeklődés övezte, és az enciklikák történetében soha nem látott rekordot döntött meg az eladott példányszámok tekintetében, mindössze öt nap leforgása alatt fél millió példányban kelt el csak Olaszországban.

## Az enciklika címe
A latin címét egy pápai enciklika a szöveg első két-három szavából kapja. Ez az enciklika Szent János apostol első leveléből vett idézettel kezdődik, a Vulgata latin fordítása szerint: „Deus caritas est” (4,16), amely az eredeti görög nyelven: "ὁ θεòς ἀγάπη ἐστίν" (ho theosz agapé esztin). A Szent István Társulat bibliafordítása ezt így fordítja magyarra: „Az Isten szeretet”, a Káldi Neovulgata szerint pedig: „Szeretet az Isten”. A többi bibliafordítás is e kétféle módon adja vissza a görög szöveget.

## Az enciklika szerkezete
Az enciklika csaknem 16000 szót tartalmaz 42 cikkelyre, és két fő részre osztva.
Felosztása:
BEVEZETÉS (§1.)
ELSŐ RÉSZ: A szeretet egysége a teremtésben és az üdvtörténetben
Egy nyelvi probléma (§2.)
„Erosz” és „agapé” – különbözőség és egység (§3-8.)
A bibliai hit újdonsága (§9-11.)
Jézus Krisztus – Isten megtestesült szeretete (§12-15)
Isten- és felebaráti szeretet (§16-18.)
MÁSODIK RÉSZ: Az egyháznak mint „a szeretet közösségének” szeretetszolgálata
Az Egyház szeretetszolgálata mint a szentháromságos szeretet kifejezése (§19.)
A szeretetszolgálat mint az Egyház feladata (§20-25.)
Igazságosság és szeretet (§26-29.)
A szeretetszolgálat sokféle struktúrája a mai társadalmi környezetben (§30.)
Az egyházi szeretet-tevékenység sajátos arculata (§31.)
Az Egyház karitatív tevékenységének hordozói (§32-39.)
Befejezés (§40-42)
Az enciklika első részét a pápa anyanyelvén írta Németországban 2005 nyarán; a második fele pedig elődje, II. János Pál pápa befejezetlen írásainak átdolgozása.

## Áttekintés
Ebben az enciklikában Benedek pápa az „erosz” és az agapé fogalmairól, és Jézus tanításával való kapcsolatukról való elmélkedéssel indít. Az „erosz” és az „agapé” a görög nyelv két különböző szava a szeretet kifejezésre, de mindkettőnek egy kissé eltérő jelentésárnyalata van: az „agapé” egy lehajló, áldozatos szeretet, amelyben valaki odaadja önmagát a másiknak; az „erosz” pedig egy felemelkedő, birtokló szeretet, amely inkább kapni vágyódik valamit a másiktól.
A dokumentum azt fejtegeti, hogy mind az „erosz” és mind az „agapé” bensőleg jó, de az „erosz” azzal a veszéllyel járhat, hogy puszta szexre fokozódik le, egy szexuális ál-szeretetté válik, ha nem kapcsolódik a keresztény lélek és az erkölcs fogalmaihoz. Az a vélemény, hogy az „erosz” bensőleg jó, a katolikus egyházban ismert, úgynevezett „Caritas-hagyományhoz” kapcsolódik, és szembenáll azzal a nézettel, amit például Anders Nygren, evangélikus püspök képvisel az Agape and Eros (1956) című művében, miszerint egyedül az „agapé” lehet a szeretet valódi keresztény fogalma, míg az „erosz” csak az egyéni vágyak kifejeződése, amely eltávolít Istentől. Ez a két álláspont folyamatos vitapont mind a katolikus, mind a protestáns teológiában. A szeretet e két formájának az összetartozása a hagyományos katolikus értelmezést követi, amely Platón, Hippói Szent Ágoston és Szent Bonaventura filozófiáján, valamint az ókori zsidó hagyományokon alapul. A protestantizmuson belül Nygren álláspontját – amely Luther és Philipp Melanchthon véleményéhez kapcsolódik – Karl Barth, református teológus pártfogolta, míg az ún. „Caritas”-véleményt Paul Tillich, liberális protestáns teológus támogatta.
Az enciklika első fele filozófikusabb, a „szeretet”-re használt görög szavak fenti értelmét követi nyomon a történelemben. Az „erosz”-ra vonatkozóan Benedek pápa Vergilius Eclogá-jára hivatkozik: „Omnia vincit amor, et nos cedamus amori” („a szerelem mindent legyőz, és engedjünk a szerelemnek”), valamint Friedrich Nietzsche nézetét is megemlíti, aki szerint – tévesen – a kereszténység megmérgezte az „erosz”-t, bűnné téve azt. Utal az Énekek énekében bemutatott házastársi szeretetre, és Szent János első levelének szakaszait is elemzi. Az enciklika azt akarja bemutatni, hogy az „erosz” és az „agapé” nem kétféle, egymással ellentétben álló szeretetet jelent, hanem a teljes szeretet két külön, de egymáshoz tartozó része, mert a szeretet magában foglalja mind az adás, mind a részesülés mozzanatát.
Az enciklika második fele, ami a Cor Unum Pápai Tanács jelentésén is alapul, már kevésbé elméleti, inkább az Egyház karitatív tevékenységét gondolja át, mint a felebaráti szeretet egyik kifejeződését, amelynek ereje az Istennel való szemlélődő egyesülésben áll. Ez a rész az Egyház hármas kötelességére is utal: hirdetni Isten igéjét (kerygma-martyria), ünnepelni a szentségeket (leitourgia), és gyakorolni a szeretetszolgálatot (diakonia). Az enciklika kimondja, hogy a társadalmi igazságosság a politikusok és a világiak központi feladata; magának az egyháznak a hit által vezetett értelemmel kell részt vennie a társadalmi igazságosságról folyó vitában, de a fő társadalmi tevékenységét közvetlenül a szeretetnek kell irányítania. A karitatív munkások számára elengedhetetlen a mély imaélet, és minden párt és ideológia befolyásától mentesek kell, hogy legyenek. Benedek pápa elveti mind a marxista érveket, ami szerint „a szegényeknek nem szeretetszolgálatra, hanem igazságosságra van szükségük”, mind az egyház és az állam feladatainak az összeolvadását (teokrácia); helyettük az egyház és az állam, valamint más keresztény karitatív szervezetek közötti együttműködést szorgalmazza.
A 39. pontot Dante Isteni színjátéka is ihlette, különösen a „Paradicsom” utolsó éneke, amely azzal végződik, hogy „az örök Fény maga az Isten, és ez a Fény ugyanakkor az a szeretet, „mely mozgat napot és minden csillagot.””. A három befejező fejezet a szentek példáira tekint, majd végül egy Szűz Máriához szóló könyörgéssel fejeződik be az enciklika. A szöveg négyszer említi meg Boldog Kalkuttai Teréz anyát, valamint megemlíti Assisi Szent Ferenc, Loyolai Szent Ignác, Istenes Szent János, Lellisi Szent Kamill, Páli Szent Vince, Marillac Szent Lujza, Cottolengo Szent József, Bosco Szent János, és Orione Szent Lajos neveit is.

## Néhány kulcsfontosságú szakasz
Bevezetés:
"„Az Isten szeretet, és aki megmarad a szeretetben, Istenben marad és Isten őbenne marad” (1Jn 4,16). Szent János első levelének e szavai a keresztény hit magvát – a keresztény istenképet és a belőle következő emberképet, valamint az ember útját – egyedülálló világossággal mondják ki. Ugyanebben a versben János a keresztény létnek mintegy a mottóját is megadja: „Megismertük a szeretetet, amellyel Isten szeret bennünket, és mi hittünk a szeretetnek” (vö. 4,16). Mi hittünk a szeretetnek: a keresztény ember így fejezheti ki életének alapvető döntését." (§1.)
Az enciklika oka:
"Egy olyan világban, amelyben Isten nevével olykor összekapcsolták a bosszúállást, sőt a gyűlölet és erőszak kötelezettségét, ez a parancs nagyon időszerű és jelentőségteljes. Ezért szeretnék első enciklikámban arról a szeretetről beszélni, amellyel Isten tölt be minket, és amit nekünk tovább kell adnunk… – pápaságom kezdetén – tisztázni szeretném annak a szeretetnek néhány lényeges pontját, melyet Isten titokzatos módon és mindent megelőzően kínál az embernek, s ugyanakkor szeretném megmutatni a belső kapcsolatot ezen isteni szeretet és az emberi szeretet között." (§1.)
A szeretet valódi természetének beteljesedése:
"Valójában az erosz és az agapé – a fölemelő és lehajló szeretet – soha nem szakítható el teljesen egymástól. E két különböző dimenzió minél inkább egyesül az egyetlen szeretet valóságában, annál inkább megvalósul a szeretet igazi lényege. Amennyiben az erosz mindenekelőtt vágyódó, fölemelő – a boldogság nagy ígéretével elbűvölő –, annyiban a másikhoz való közeledésben egyre kevésbé törődik önmagával, egyre inkább a másik boldogságát akarja, egyre inkább gondoskodni akar róla, ajándékozni akarja önmagát, és érte akar élni. Belép az agapé motívuma, máskülönben az erosz elvéti és elveszíti a maga lényegét. Megfordítva, az is lehetetlen az ember számára, hogy csupán az ajándékozó, lehajló szeretetben éljen. Képtelen mindig csak adni; kapnia is kell. Aki ajándékozni akarja a szeretetet, annak magának is kapnia kell ajándékba a szeretetet… De hogy ilyen forrássá válhasson, mindig újra innia kell az első ősforrásból – Jézus Krisztusból, kinek megnyitott szívéből magának Istennek a szeretete árad (vö. Jn 19,38)… Csak így (a kontemplációban) lehetséges számára, hogy mások szükségleteit úgy magába fogadja, hogy azok egészen az övéi legyenek." (§7)
„A szeretet, amellyel Isten tölt be minket”
"Az egy Isten…Ő maga szeret. Méghozzá az Ő szeretete kiválasztó szeretet: a népek közül kiválasztja Izraelt, és szereti – természetesen azzal a céllal, hogy éppen így üdvözítse az egész emberiséget. Ő szeret, s e szeretetét nevezhetjük az erosznak, mely ugyanakkor teljesen agapé… Nemcsak azért, mert teljesen szabad és minden előzetes föltétel nélküli ajándék, hanem azért is, mert Ő megbocsátó szeretet… Jézus Krisztusban maga Isten indul el az „elveszett bárány”, a szenvedő és elveszett emberiség után… Kereszthalálában történik meg teljesen Istennek az az önmaga ellen fordulása, melyben önmagát ajándékozza oda, hogy az embert újra fölemelje és megmentse – ez a szeretet legradikálisabb formája. A Jézus átszúrt oldalára emelt tekintet, amelyről János beszél (vö. 19,37), megérti, hogy mi volt ennek az írásnak a kiindulópontja: „az Isten szeretet” (1Jn 4,8). Ezt az igazságot Jézus átszúrt oldalában lehet szemlélni, és belőle kiindulva lehet meghatározni, hogy mi a szeretet. Ebből a látásból találja meg a keresztény ember életének és szeretetének útját." (§9-10, 12)
Átmenet a második részbe:
"Isten- és felebaráti szeretet egymástól elválaszthatatlan: csak egy parancs a kettő. De mindkettő Isten bennünket megelőző szeretetéből fakad, aki előbb szeretett minket. Így ez a parancs már nem kívülről érkező, számunkra lehetetlenséget előíró „parancs”, hanem az ajándékozott szeretet belső megtapasztalása, melynek lényege szerint tovább kell adnia magát. A szeretet szeretet által növekszik. A szeretet „isteni”, mert Istentől jön és Istennel egyesít minket." (§18)
Az igazságosság és a szeretet összegzése, és az Egyház feladata:
"Az Egyház nem képes magához ragadni a politikai harcot a lehető legigazságosabb társadalom megvalósítása érdekében, és ezt meg sem teheti. Az Egyház nem képes az állam helyére állni, és nem is szabad megtennie. De nem képes és nem is szabad kimaradnia az igazságosságért való küzdelemből. Az érvelés útján kell belépnie az értelem küzdelmébe, és föl kell ébresztenie a lelki erőket, melyek nélkül az igazságosság, mely mindig lemondásokat is követel, nem valósítható meg és nem is védhető meg. Az igazságos társadalom nem lehet az Egyház műve, hanem azt a politikának kell megteremtenie. De az igazságosságért való fáradozás – tudniillik, hogy próbálja megnyitni az értelmet és az akaratot a jó követelményei iránt – a legmélyebben az Egyházra tartozik… az Egyház karitatív szervezeteinek opus propriuma, eredetien saját feladata van, melyben nem együttműködik, hanem közvetlenül felelősen cselekvő alany, és azt teszi, ami a lényegének megfelel." (§28-29)
Sürgős igények:
"Ebben a helyzetben az imádság – mint a Krisztusból való ismételt erőmerítés lehetősége – nagyon sürgető. Aki imádkozik, nem tékozolja a maga idejét akkor sem, ha a helyzet minden jel szerint nagyon sürgető és csak cselekvésre késztet… Boldog Kalkuttai Teréz nagyon jó példa arra, hogy az imádságban Istennek szentelt idő nemcsak nem károsítja a felebaráti szeretet gyakorlását, hanem valójában ennek kimeríthetetlen forrása… A bizakodó kapcsolat a személyes Istennel és az Ő akarata iránti odaadás megakadályozza, hogy az ember károsodjon, és megőriz a fanatikus és terrorista tanításoktól… A keresztények ugyanis a körülöttük lévő világ minden érthetetlensége és zűrzavara ellenére továbbra is hisznek „Isten jóságában és emberszeretetében” (Tit 3,4). Jóllehet, mint a többi ember, elmerülnek a történelem eseményeinek drámai bonyolultságában, a reményük szilárd, hogy Isten Atya, és szeret bennünket akkor is, ha a hallgatása számunkra érthetetlen." (§36-38)
A felebaráti szeretet és az evangelizáció:
"[A] felebaráti szeretet gyakorlása nem lehet eszköz ahhoz, amit ma prozelitizmusnak neveznek… Ez azonban nem azt jelenti, hogy a karitatív tevékenységnek mellőznie kellene Istent és Krisztust. Mindig az egész emberről van szó. A szenvedésnek gyakran éppen Isten távolléte a legmélyebb alapja… A keresztény ember tudja, mikor van ideje annak, hogy beszéljen Istenről, és mikor jobb hallgatni róla és hagyni, hogy egyszerűen maga a szeretet beszéljen." (§31)
A szeretetről szóló gondolatok összefoglalása:
"„Szétoszthatom mindenemet a nélkülözők közt, odaadhatom a testemet is égő áldozatul, ha szeretet nincs bennem, mit sem használ nekem”(1Kor 13,3). E himnusznak Magna Chartának kell lennie mindenfajta egyházi szolgálat számára: benne össze van foglalva minden gondolat, melyet jelen írásomban a szeretetről kifejtettem. A gyakorlati cselekvés túlságosan kevés, ha nem válik benne érezhetővé az ember iránti szeretet, mely a Krisztussal való találkozásból táplálkozik." (§34)
Az enciklika felhívása:
"[A szeretet] az a fény – végső soron az egyetlen –, mely ezt a sötét világot újra meg újra megvilágosítja, és erőt ad nekünk az élethez és a tevékenységhez. A szeretet azért lehetséges, és mi azért tudjuk gyakorolni, mert Isten képmására vagyunk teremtve. Megvalósítani a szeretetet és ezáltal Isten világosságát a világba hozni – erre szeretnék ezzel az enciklikával meghívni mindenkit." (§39.)
Az enciklika konklúziója:
"A szentek a történelem igazi fényességei, mert a hit, a remény és a szeretet emberei… A szentek közül kiemelkedik Mária, az Úr Anyja, minden életszentség tükre… „magasztalja az én lelkem az Urat” (Lk 1,46) –, és ezzel egész életének programját mondja ki: nem akar a középpontban állni, hanem teret nyit Isten számára, akivel mind az imádságban, mind a felebaráti szolgálatban találkozik – csak így lesz jó a világ… A hála megnyilvánulásai, melyeket minden kontinensen és minden kultúrában kifejeznek iránta, annak a tiszta szeretetnek elismerései, mely nem önmagát keresi, hanem egyszerűen csak jót akar. A hívők Mária-tisztelete ugyanakkor megmutatja a csalhatatlan érzéket az iránt, hogy miként lehetséges egy ilyen szeretet: az Istennel való bensőséges egyesüléssel, azzal, hogy Isten teljesen áthatja az embert, s így, aki Isten szeretetének a forrásából itta a szeretetet, maga is forrássá válik, melyből „az élő víz folyói fakadnak” (Jn 7,38). Mária, a szűz, az anya megmutatja, mi a szeretet, honnan ered és honnan nyeri a mindig megújuló erőt." (§40-42)

## Magyarul
- XVI. Benedek pápa Deus caritas est kezdetű enciklikája a püspököknek, a papoknak és diakónusoknak, az Istennek szentelt személyeknek és minden krisztushívőnek a keresztény szeretetről; ford. Diós István; Szt. István Társulat, Budapest, 2006 (Pápai megnyilatkozások)